# Antoine Caill
Antoine Caill (7 de fevereiro de 1923 - 26 de abril de 1976) foi um político francês.
Caill nasceu em 7 de fevereiro de 1923. Ele foi eleito prefeito de Plouzévédé em 1959. A partir de 1962, Caill foi membro da Assembleia Nacional, representando Finistère. Ele morreu em 26 de abril de 1976 devido a um derrame. Caill foi sucedido como prefeito pela sua esposa Marguerite, que serviu até 2001, e posteriormente foi nomeada prefeita honorária. Yves Michel substituiu Antoine Caill como deputado.